# جادی میرمیرانی
امیرعماد میرمیرانی (زادهٔ ۲۵ دی ۱۳۵۶) که با نام مستعار جادی شناخته می‌شود، برنامه‌نویس، هکر، گیک، فعال حوزهٔ تکنولوژی‌های جدید و جامعهٔ نرم‌افزار آزاد و متن‌باز و وبلاگ‌نویس اهل ایران است. او مجری پادکستی با عنوان رادیو گیک است که بعداً نامش به رادیو جادی تغییر یافت.

## زندگی
امیرعماد میرمیرانی در زمستان ۱۳۵۶ در محلهٔ یوسف‌آباد تهران به دنیا آمد. پدر و مادرش وقتی که او کودک بود از هم جدا شدند و او با تنها خواهر و مادرش زندگی کرد. میرمیرانی آن‌ها را خانوادهٔ «حمایتگری» توصیف کرده است: از شش سالگی برای او کامپیوتر خریدند و برنامه‌نویسی را از همان سن با اسپکتروم آغاز کرد. در خانواده او این باور وجود داشت که فرزندان در سنینی مانند ۱۸ سالگی می‌توانند نام خود را تغییر دهند، و تصمیم گرفت نام خود را به جادی تغییر دهد.
او فارغ‌التحصیل دبیرستان البرز است و در سال ۱۳۷۵ وارد رشتهٔ کارشناسی مهندسی برق، گرایش مخابرات از دانشگاه خواجه نصیر شد. او در سال ۱۳۸۱ برای خواندن جامعه‌شناسی به دانشگاه علامه طباطبائی رفت و مدرک کارشناسی ارشد خود را در همین رشته گرفت. زمینهٔ اصلی کاری او مربوط به علوم و مهندسی کامپیوتر است.

## فعالیت‌ها
جادی از زمان آغاز وبلاگ‌نویسی در ایران با وبلاگ «جادی» شناخته شد؛ وبلاگی که بخشی از اهدافش آگاهی‌رسانی در مورد امنیت و حقوق دیجیتال و همچنین دسترسی به ابزارهای جدید حوزه کامپیوتر و اینترنت بود.
او همچنین مجری پادکستی با عنوان «رادیو گیک» است که از اسفند ۱۳۹۰ تولید می‌شود و جزو نخستین پادکست‌های فارسی است.
او در زمینه برنامه‌نویسی و امنیت شبکه فعالیت می‌کند و یکی از شاخص‌ترین مدرسان دوره‌های علمی با موضوعات پایتون، یادگیری ماشین ،بلاک‌چین، هک قانونی (CEH)، بیت‌کوین و «LPIC» است.او همچنین مدتی ستون هفتگی «جامعه مجازی» را برای روزنامهٔ اعتماد می‌نوشت. او در وب‌سایت «مکتب‌خونه» نیز به‌عنوان مدرس دوره‌های آنلاین فعالیت می‌کند.
در بیست‌ودومین دورهٔ جایزه ترویج علم ایران، جادی میرمیرانی به پاس فعالیت «در راستای افزایش آگاهی نسبت به دنیای دیجیتال و ایجاد باورهای صحیح در این موضوع، معرفی منابع به‌روز و آموزش سواد دیجیتال به‌عنوان بستری برای توسعه علمی» لوح سپاس دریافت کرد.
جادی علاوه بر تألیف کتاب‌های الکترونیکی از جمله لینوکس و زندگی، راهنمای گمشده دوچرخه در زندگی و … ، دستی هم در ترجمه دارد. از جمله ترجمه‌های او کتاب فقط برای تفریح: داستان یک انقلاب اتفاقی، زندگینامه لینوس توروالدز، خالق هستهٔ لینوکس و اسنو کرش، نوشتهٔ نیل استفنسون است. نسخهٔ دیجیتال این کتاب‌ها به‌صورت رایگان منتشر شده‌اند.
وی از مخالفان شاخص طرح صیانت است و تلاش کرده تا ابعاد فنی آن را آشکار کند و انتقاداتی را به شرکت‌هایی چون ابرآروان وارد کرده است. او شرکت ابرآوران را به چاقوفروشی تشبیه کرده بود که در قبال فروش چاقو به مشتریان خود مسئول است و اجازه ندارد بگوید که من صرفاً چاقوفروشم و به من ارتباطی ندارد که خریدار قرار است چه استفاده‌ای از چاقو بکند و زمانی که چاقوفروش می‌داند که قرار است جایی دعوا شود، نباید به یک مشتری که با چهره‌ای برافروخته و چشمانی خون‌آلود و در حالی که قصد قتل دیگری را دارد به مغازه آمده، چاقو بفروشد.

## دستگیری
مأموران امنیتی جمهوری اسلامی، او را در ۱۳ مهرماه ۱۴۰۱ در جریان خیزش ۱۴۰۱ ایران بازداشت کردند. یکی از اعضای خانواده جادی در قالب پستی در شبکه اجتماعی اینستاگرام نوشت:
امروز ساعت ۲ زنگ در را زدند و گفتند که نشتی علمک گاز داریم. وقتی رفتیم دم در، به ما حمله کردند. با زور و ارعاب و تهدید شوکر و اسلحه وارد شدند. بدون نشان دادن حکم ورود به منزل یا حکم بازداشت. جادی را با خودشان بردند.
همزمان حساب‌های او در توئیتر، اینستاگرام و تلگرام غیرفعال و عکس صفحه یوتیوب او برداشته شد. جرم جادی توسط نهادهای دولتی به‌طور شفاف تا لحظهٔ آزادی وی اعلام نشد. وی پس از ۶۹ روز، در تاریخ ۲۲ آذرماه ۱۴۰۱ با قرار وثیقه آزاد شد.
در تاریخ ۵ دی ماه ۱۴۰۱ خبر محکومیت جادی میرمیرانی به ۶ سال زندان توسط خود او تأیید شد. جادی در یک ویدئو که در اینستاگرامش منتشر کرده، خبر از حکم ۶ سال زندان خود را داد.

جادی در ویدئویی که در اینستاگرامش منتشر کرد گفت:
حالا که اکانت ظاهراً دوباره فعاله، بذارین یه گزارش سریع‌السیر بدم. اول بگم که ممنون هستم از همه دوستانی که در این دوره پیگیر بودن و کمک کردن؛ بخصوص خانواده. بعد هم لازمه بگم که الان بعد از برگزاری دادگاه اول، با وثیقه بیرون هستم و حکم اول رو هم گرفته‌ام. در کل شش سال حبس دارم که پنج سالش قابل اجرا است ولی خب باید منتظر حکم دادگاه تجدید نظر باشیم که هستیم.
همچنین در این ویدئو، جادی در مورد اتهاماتی که به وی وارد شده گفت به‌خاطر توییت‌هایی که کرده بوده، «به جرم اجتماع و تبانی علیه امنیت ملی» ۵ سال و «به جرم تبلیغ علیه نظام» ۱ سال، مجموعاً ۶ سال به زندان محکوم شده است که از لحاظ تکنیکی ۵ سال آن قابل اجرا می‌باشد و امیدوار است که در دادگاه تجدید نظر این حکم بشکند.

جادی در زمانی که با قید وثیقه آزاد بود با انتشار قسمت ۳۷ و ۳۸ دوره آموزشی الپیک ۱ در کانال یوتوبش سعی کرد این دوره را تا قبل از صدور حکمش تمام کند، او در پایان قسمت ۳۷ این دوره گفت:
علت اینکه ریش هام رو نزدم این بوده که زندان بودم، روحیه تون رو حفظ کنید مهم‌ترین چیزی که ما داریم روحیه مونه، شادیمونه، خنده مونه، و به نظرم تا وقتی اینو حفظ می‌کنیم داریم زندگی می‌کنیم، یه بار بیشتر زندگی نمی‌کنیم، خندون باشید

در تاریخ ۴ اسفند ۱۴۰۱ او خبر داد که مشمول عفو گستردهٔ محکومان و متهمان حوادث ۱۴۰۱ توسط سید علی خامنه‌ای رهبر جمهوری اسلامی ایران قرار گرفته و در نهایت پرونده بدون حکم نهایی بسته شده است. جادی در توییتی نوشت: 
منم شامل «عفو» شدم مثل اینکه (: زمان شمار رو ریست کردم. البته حیفم اومد کاملاً ریستش کنم (((: به امید آزادی همه و همه جا.

## سخنرانی‌ها
- از زیگزاگ رفتن نترسید[۳۰]

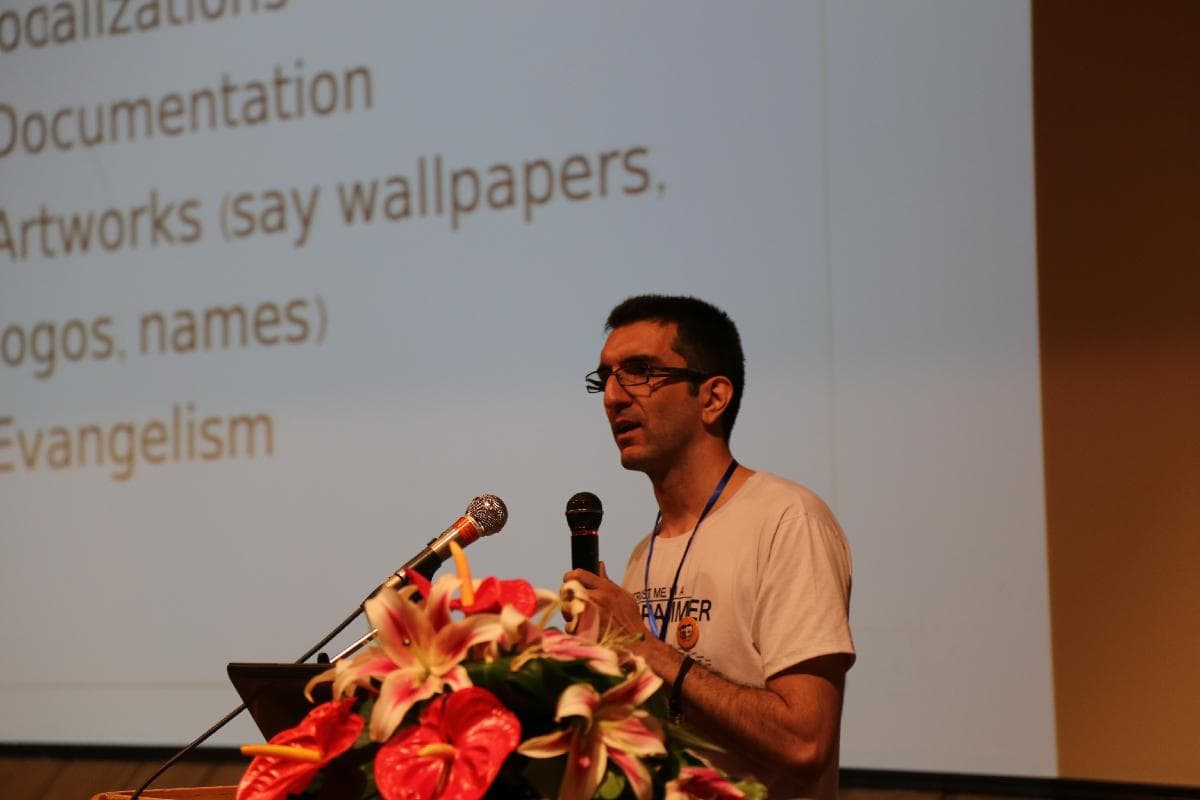
سخنرانی جادی میرمیرانی در روز نرم‌افزار آزاد در دانشگاه صنعتی شریف

- اقتصاد نرم‌افزار آزاد در روز آزادی نرم‌افزار، سال ۱۳۹۵[۳۱]
- یادگیری ماشین در رویداد اسکیل‌آپ[۳۲]
- چرا آزادی‌بخش مهمی از آیندهٔ وب است؟[۳۳][۳۴]
- تکینگی چیست؟ (سخنرانی تد)[۳۵][۳۶]
- انسان‌ها در کجای جهان ماشین‌های هوشمند خواهند ایستاد؟ (پاییز ۱۳۹۶، رویداد سار)[۳۷]
- جنبش نرم‌افزار آزاد (مصاحبه شبکه الکوثر با جادی، روز آزادی نرم‌افزار تهران)[۳۸]
- پنل پادکست فارسی با آزیتا هوشیار، رضا حریریان، علی بندری، نجمه اسماعیلی[۳۹]
- ما جامعه هستیم - ارائه جشنواره روز جهانی نرم‌افزارهای آزاد[۴۰]
- چرا ممکنه کار کردن به صورت آزاد به نفع شما باشه؟ - اولین همایش آینده طراحی وب[۴۱][۴۲]
- آیا ما حرفه‌ای هستیم؟ (اولین همایش PHP ایران)[۴۳][۴۴]
- جنگ سایبری (در قالب اپیزود ۰۹۶ رادیو گیک در خانه کارمان)[۴۵]
- چه چیزی یاد بگیریم چقدر به یادگیری نیاز داریم، رویداد CWS-2022، دانشکده ریاضی و علوم کامپیوتر دانشگاه امیرکبیر[۴۶]
- Mozilla Foundation, and Firefox OS در رویداد Maker Party[۴۷]
- رویداد FlatEarth | کربن | چگونه زنده بمانیم؟[۴۸]
- همایش امبدد و iot | سیسوگ | سیستم‌عامل‌های بی‌درنگ - RTOS[۴۹][۵۰]

## مقالات، مصاحبه‌ها و یادداشت‌ها
- گفتگو با جادی در مورد داده‌های بزرگ (ما مشتری نیستیم؛ کالاییم)[۵۱]
- از متخصص بپرسید: این قسمت، جادی میرمیرانی! (مصاحبه با سایت فرانش)[۵۲]
- جادی از تجربه‌هایش می‌گوید[۵۳]
- گیک تاک با جادی و آرش - رویداد فریلند پونیشا در سال ۱۳۹۸[۵۴]
- تعریف درست و صحیح جنبش نرم‌افزار آزاد[۵۵]

## کتاب‌ها

### ترجمه
- فقط برای تفریح: داستان یک انقلاب اتفاقی، نوشته لینوس توروالدز[۵۶]
- اسنو کرش، نوشته نیل استیونسن،[۵۷] این کتاب چون اجازه چاپ نیافت به‌صورت آزاد منتشر شد[۵۸][۵۹]

### تألیف
- لینوکس و زندگی[۶۰]
- راهنمای گمشدهٔ دوچرخه در زندگی[۶۱]
- کتابچه آموزش آمادگی آزمون‌های ۱۰۱ و ۱۰۲ لینوکس LPIC[۶۲]
- کتابچه آموزش آمادگی آزمون‌های ۱۰۱ و ۱۰۲ لینوکس LPIC (نسخه جدید)[۶۳]

### کتاب صوتی
- کتاب صوتی بازی‌های جنگ با صدای جادی[۶۴]

## نگارخانه
جادی در پانزدهمین جشن تولد ویکی‌پدیا تهران:

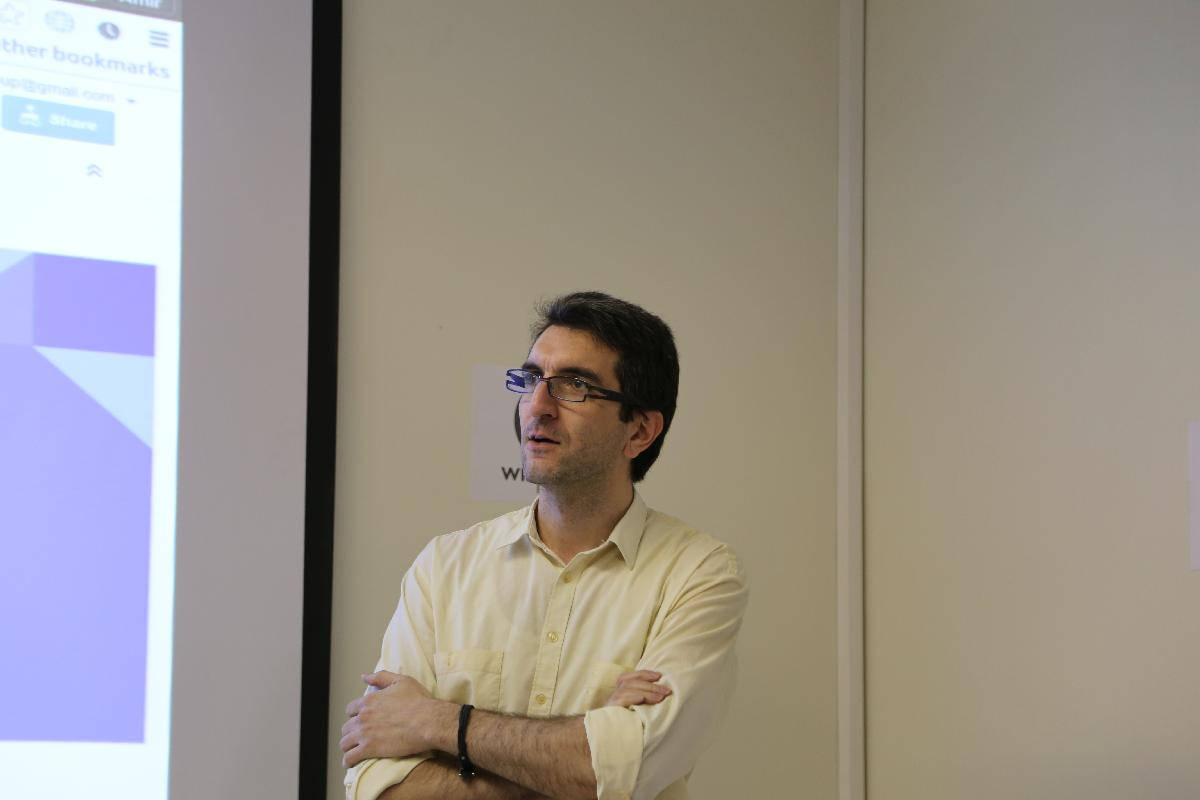
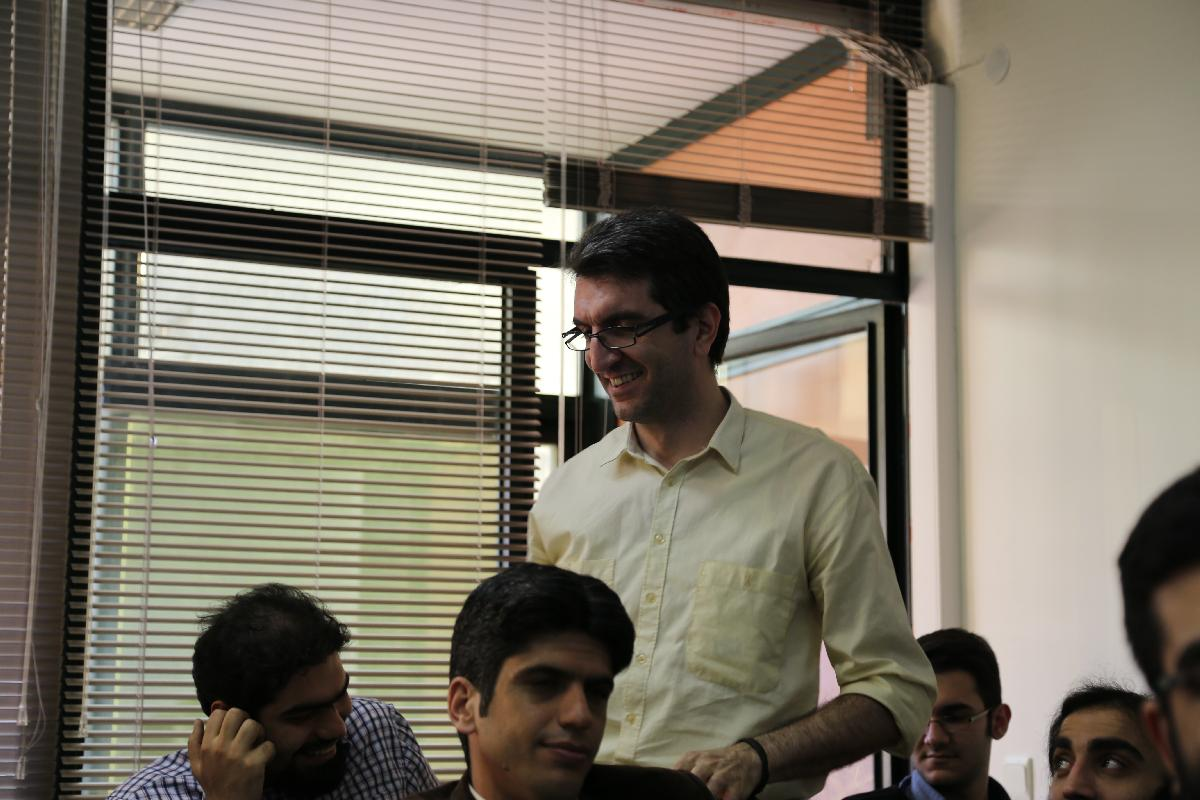
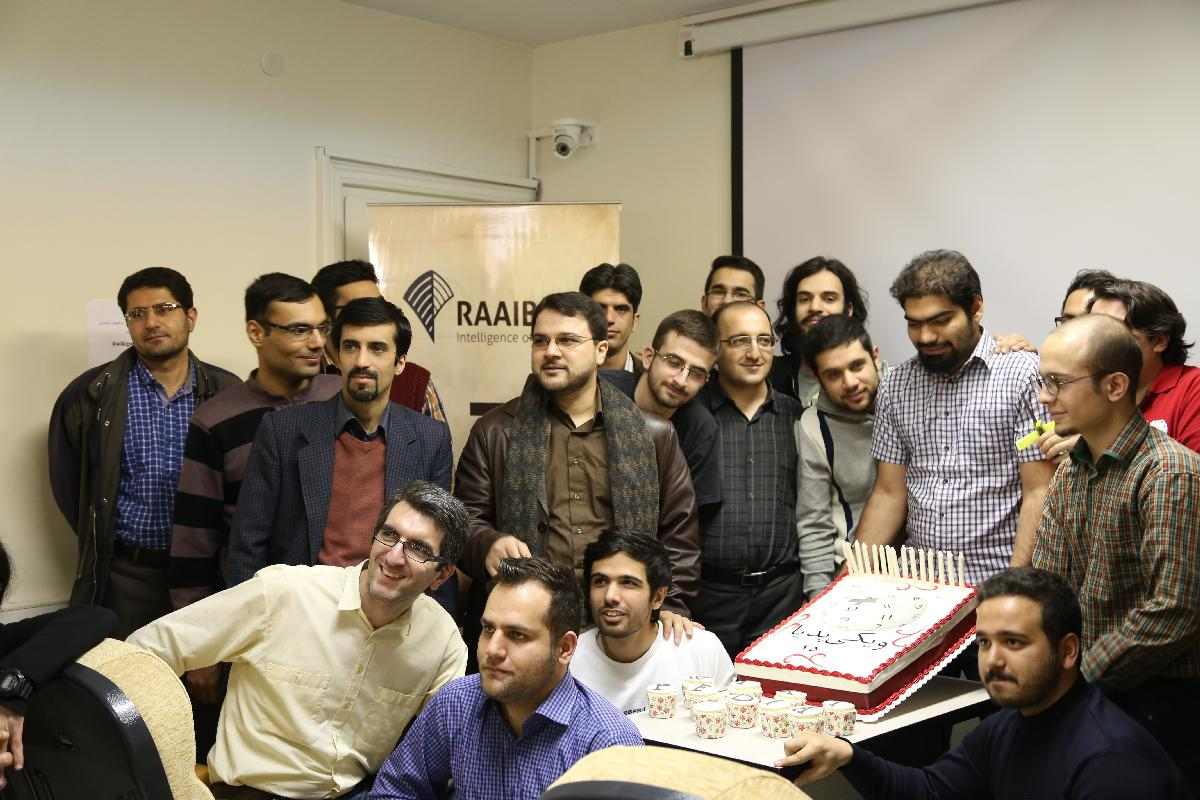
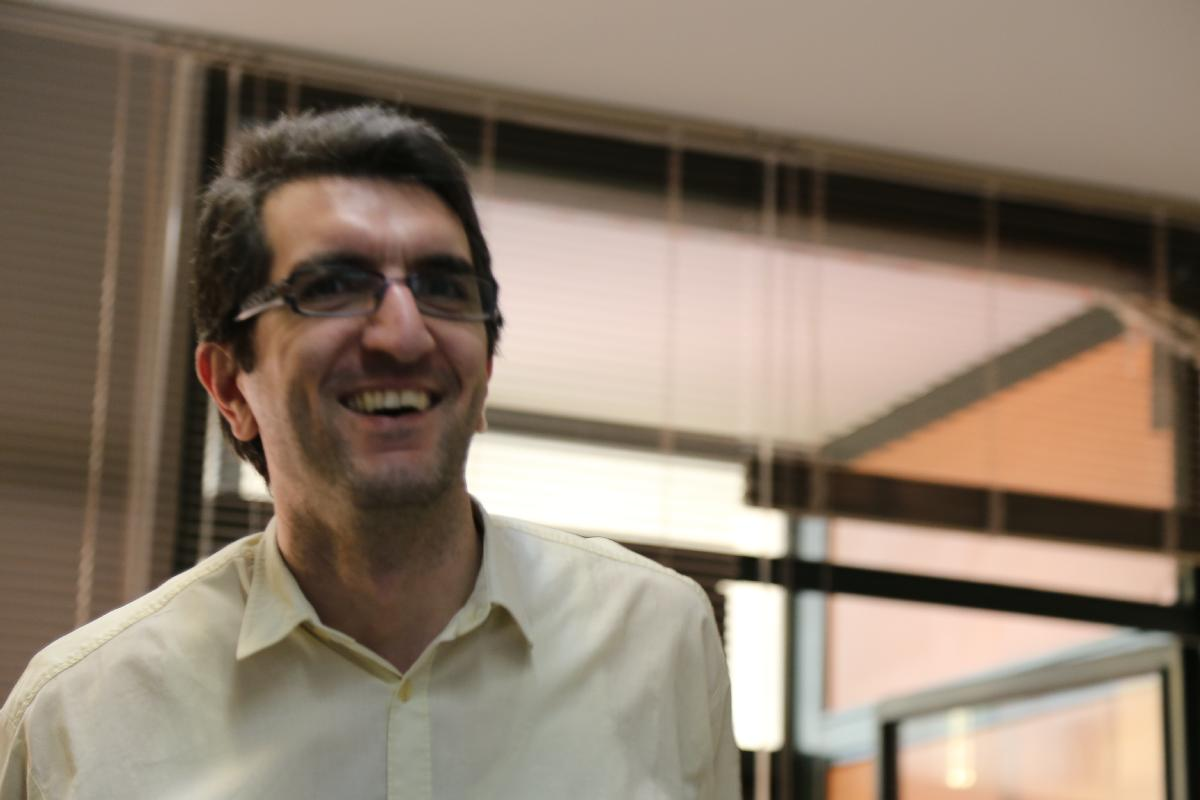
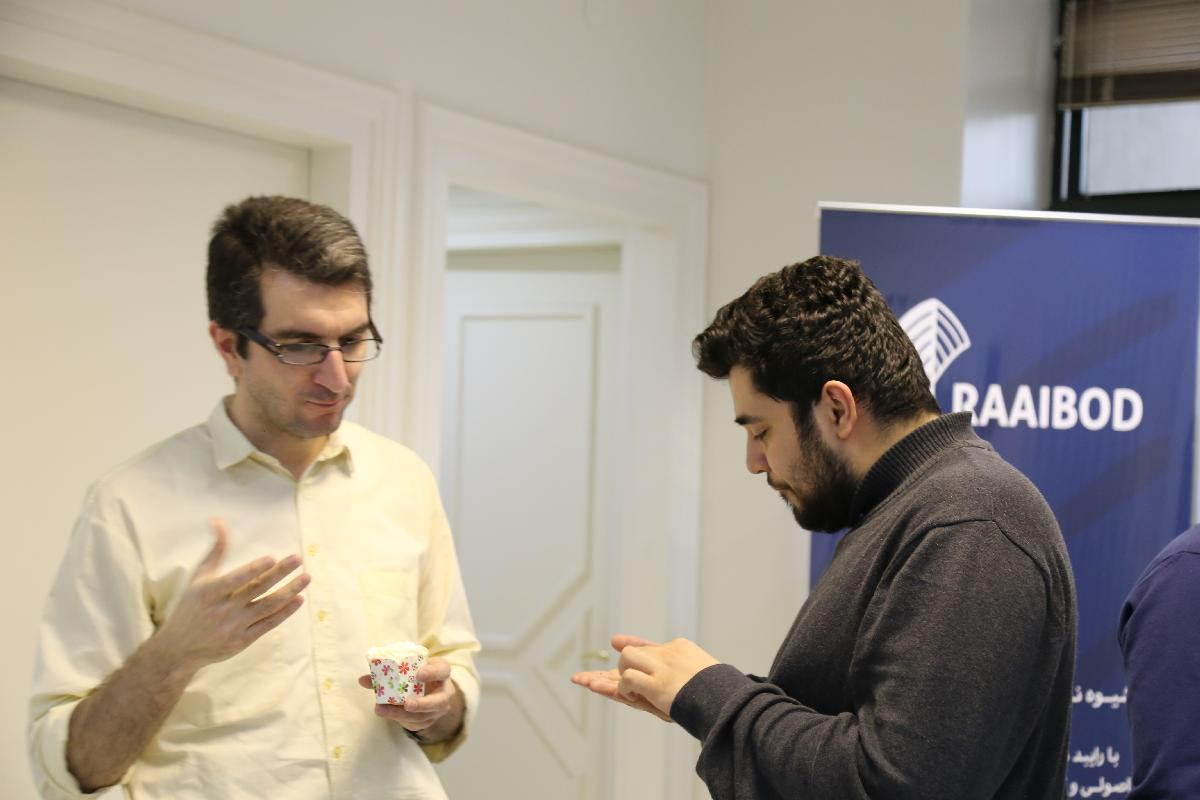
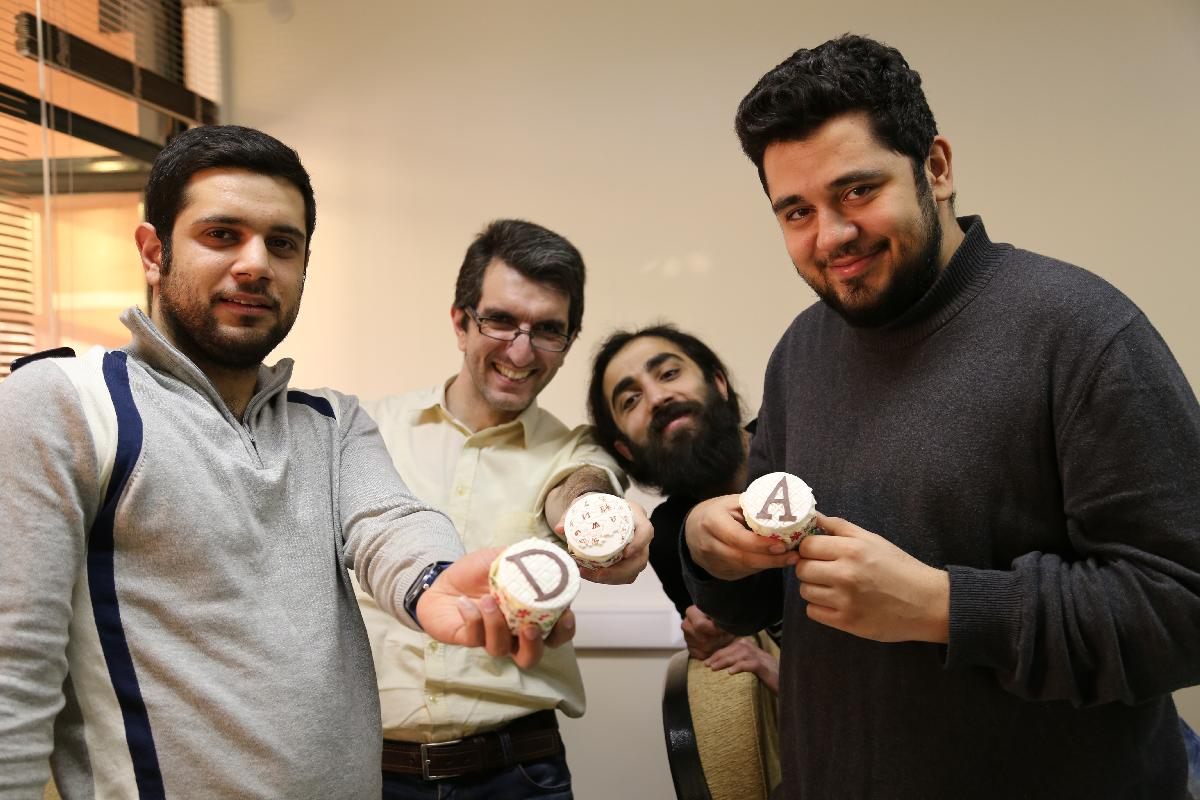
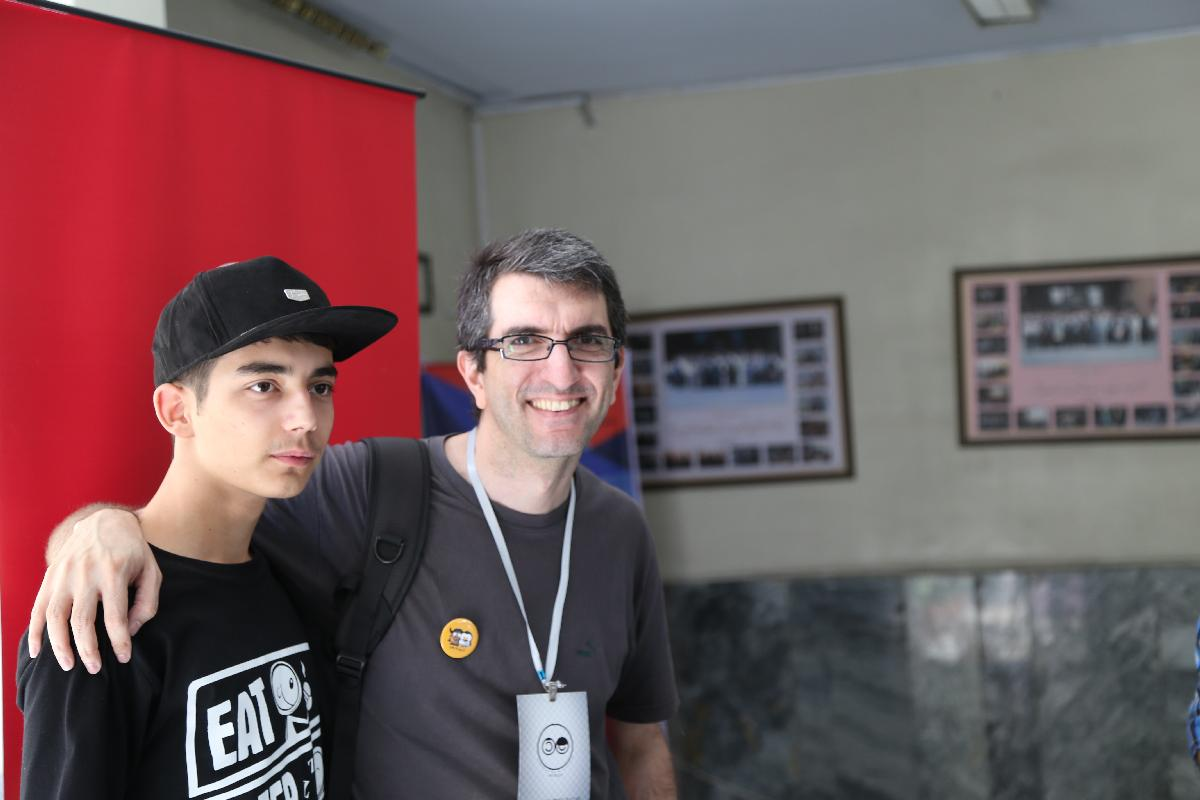
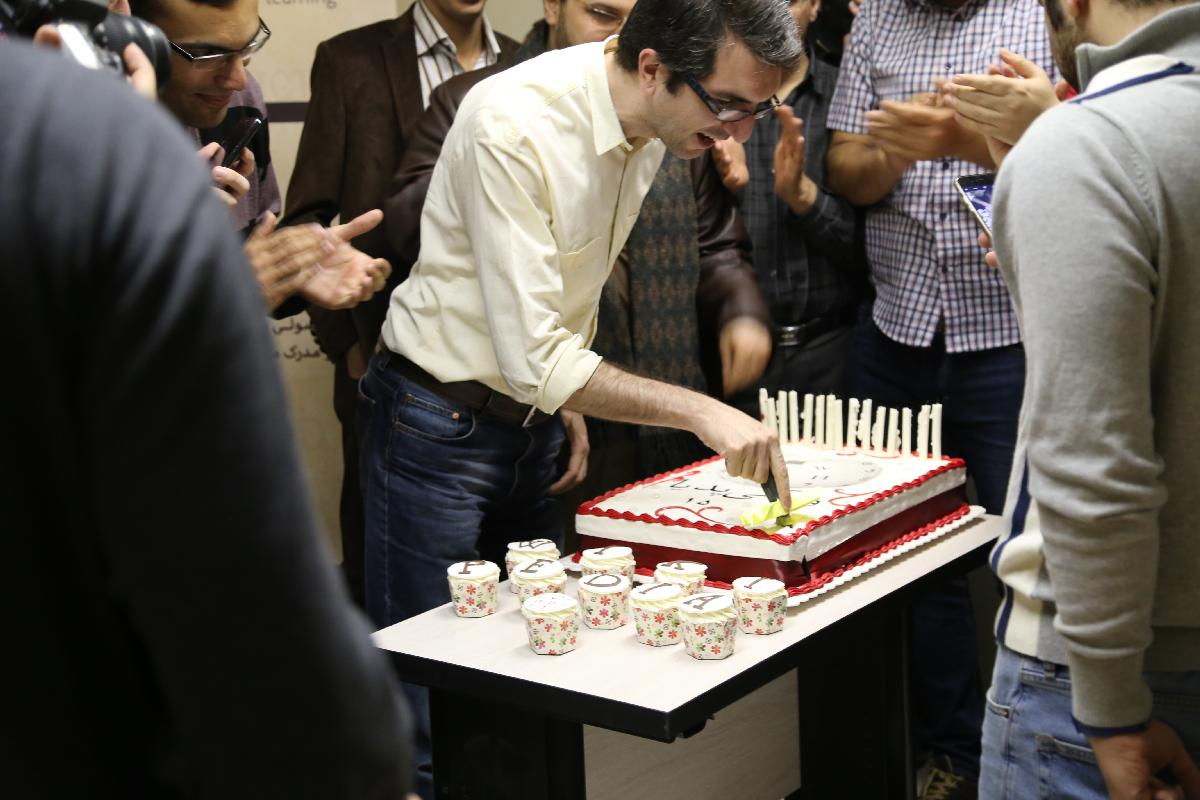
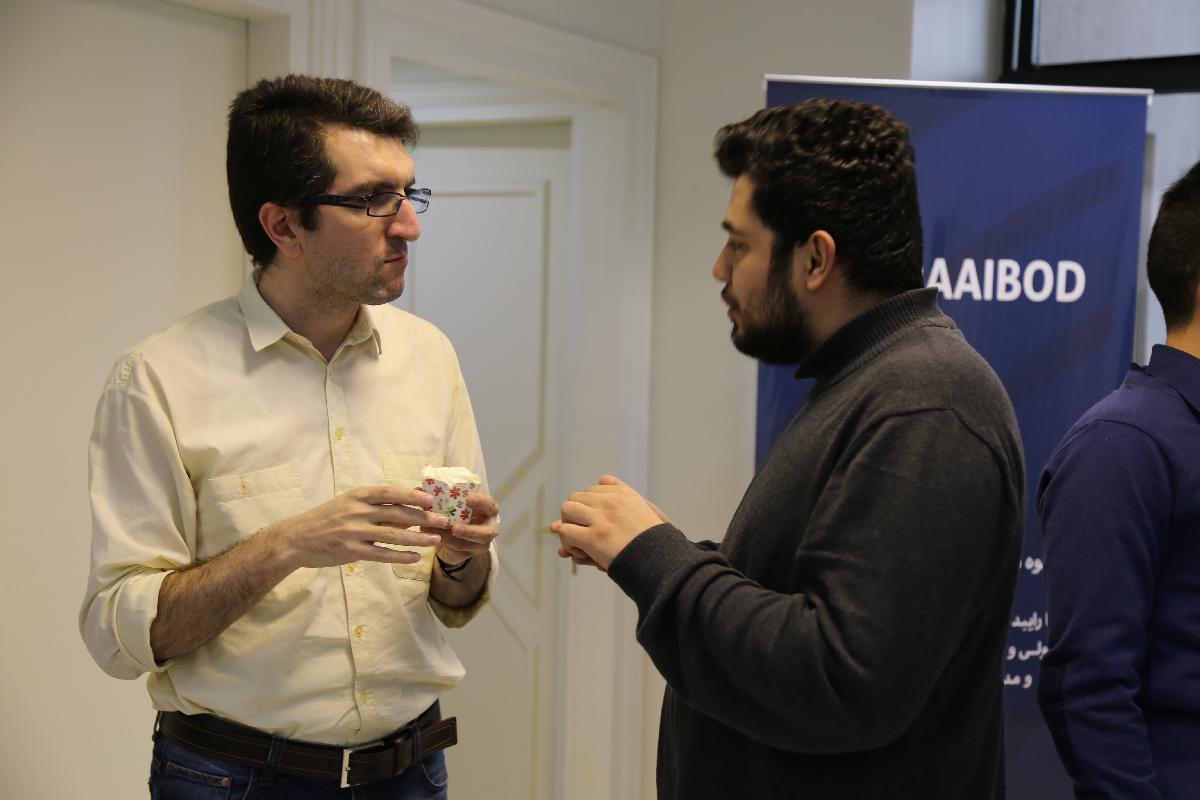
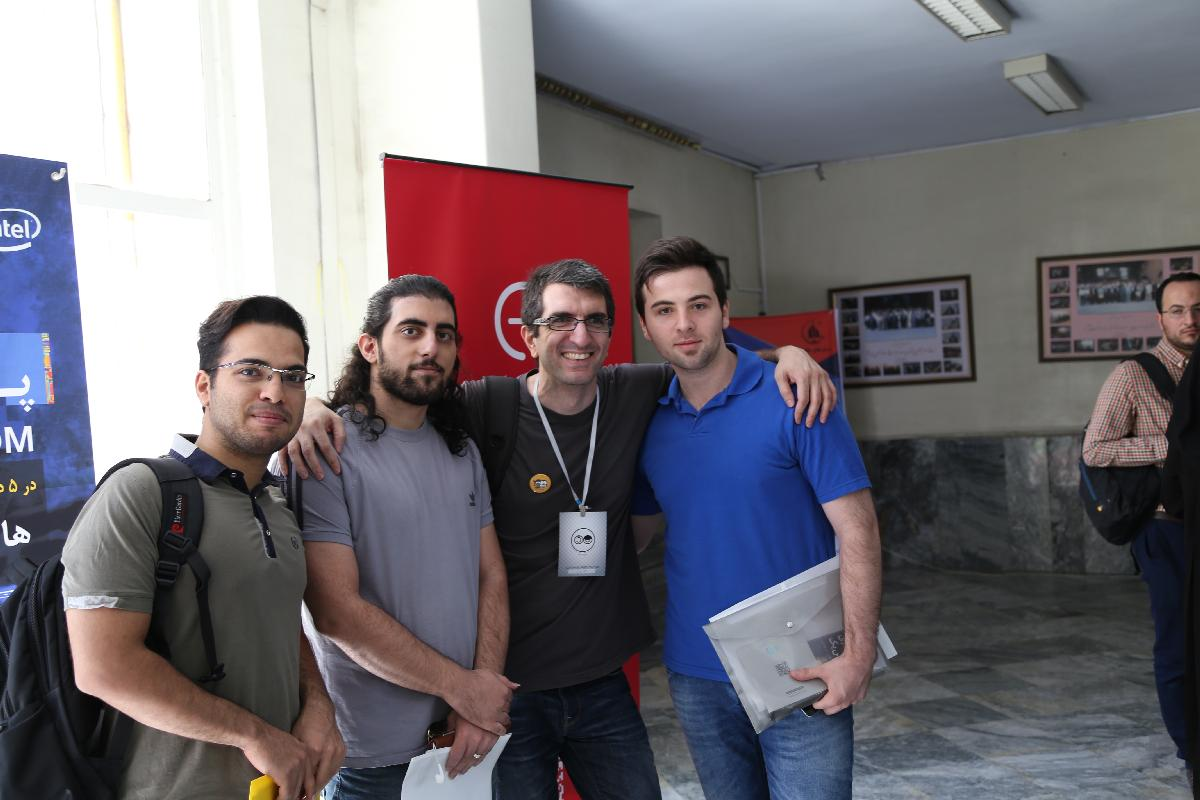